# Verswerd
Verswerd is de benaming voor twee voormalige wierden in het noorden van de Nederlandse stad Groningen. De noordelijke wierde is het eigenlijke Verswerd, de zuidelijke wordt ook wel 'Paddepoel IV' genoemd in archeologische bronnen. De wierden lagen vroeger langs een zijtak van de Drentsche Aa (Hunze).
De wierden lagen aan het einde van de Zernikelaan, iets ten noordoosten van het Kernfysisch Versneller Instituut en hadden oorspronkelijk een hoogte van 2,5 meter boven NAP. Verswerd werd waarschijnlijk gebruikt als begraafplaats vanaf de vroege middeleeuwen en als woonplaats in de 11e en 12e eeuw. De oudste potscherven die zijn gevonden dateren uit de 5e eeuw. In de jaren 1930 werd het Van Starkenborghkanaal aan noordzijde langs de wierden gegraven, waarbij het noordelijke deel van de wierde Verswerd werd afgegraven. Bij het graven van het kanaal zijn ook archeologische sporen gevonden uit de midden-IJzertijd (300 tot 200 v.Chr.), maar of het om bewoningssporen gaat is niet duidelijk. In de 13e eeuw werd de wierde voor het laatst uitgebreid (aan oostzijde). Bij de bouw van het Kernfysisch Versneller Instituut in 1965 zijn de wierden geëgaliseerd. Tegenwoordig is de plek aangewezen als archeologisch rijksmonument.